# Micromyzus hangzhouensis
Micromyzus hangzhouensis är en insektsart. Micromyzus hangzhouensis ingår i släktet Micromyzus och familjen långrörsbladlöss. Inga underarter finns listade i Catalogue of Life.